# Kociołek (stacja kolejowa)
Kociołek – zlikwidowana stacja kolejowa w Kociołku Szlacheckim na linii kolejowej Pisz – Orzysz, w powiecie piskim, w województwie warmińsko-mazurskim, w Polsce.